# Reinhard Thöle

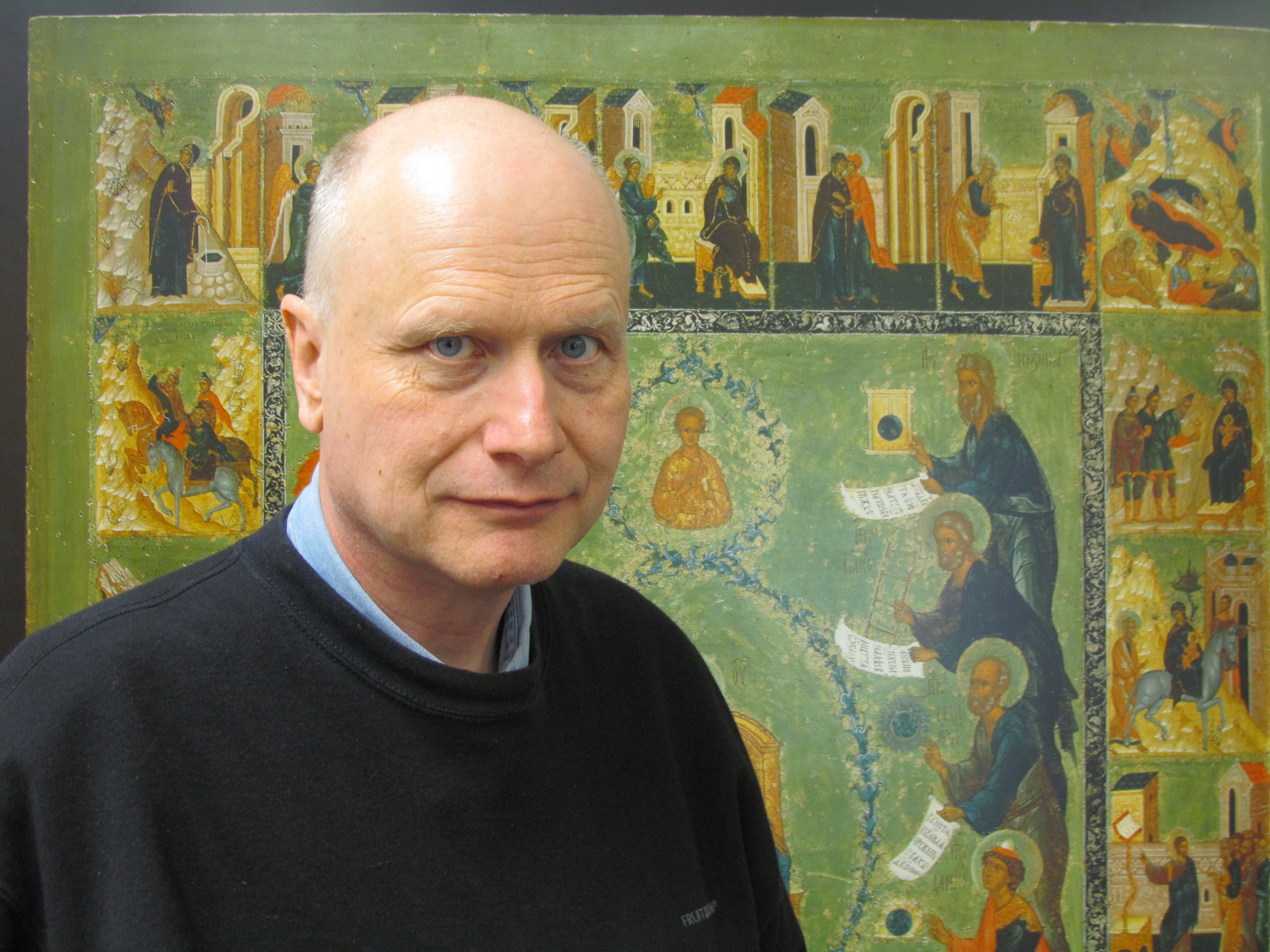
Reinhard Thöle

Reinhard Thöle (* 28. April 1950 in Osnabrück) ist ein lutherischer Pastor und Theologe und emeritierter Professor für Ostkirchenkunde an der Martin-Luther-Universität Halle-Wittenberg. 

## Leben
Reinhard Thöle studierte Evangelische Theologie und Orthodoxe Theologie am Seminar der Russischen Orthodoxen Kirche in Düsseldorf bei Erzbischof Alexij van der Mensbrugghe. Er war der erste Stipendiat der EKD beim Patriarchat der Rumänischen Orthodoxen Kirche und Doktorand bei Ene Braniste. Von 1979 bis 1991 war er als Gemeindepfarrer und Militärpfarrer tätig.
Von 1991 bis 2011 war er Wissenschaftlicher Referent für Ostkirchenkunde am Konfessionskundlichen Institut in Bensheim, von 1992 bis 2008 Lehrbeauftragter an der Universität Heidelberg und von 1992 bis 2017 Fachberater für die Dialoge der EKD mit den Orthodoxen Kirchen. 1998 wurde er mit der Dissertation The Significance of Orthodox Theology for the Community of Churches zum „Doctor of divinity“ promoviert. 2000 wurde er Professor h. c. für Ökumenische Theologie an der Theologischen Fakultät „Patriarch Justinian“ der Universität Bukarest. 2001 initiierte er mit Thomas Bremer die „Gesellschaft für das Studium des Christlichen Ostens“. Von 2007 bis 2017 war er Mitglied der wissenschaftlichen Leitung des „Institutes für Evangelische Aszetik und Frömmigkeitsforschung“ an der Augustana-Hochschule Neuendettelsau. Ab 2011 war er Leiter des Seminars für Ostkirchenkunde an der Martin-Luther-Universität Halle-Wittenberg. Im WS 2012/13 erhielt er die In-Cumulo-Habilitation durch die Theologische Fakultät. Zu seinem 65. Geburtstag ehrte ihn die EKD mit der Festschrift Im Dialog mit der Orthodoxie (Beihefte zur Ökumenischen Rundschau 104, Leipzig 2016), die auch eine Publikationsliste enthält. Im Jahr 2016 war er als Konzilsbeobachter der EKD auf der allorthodoxen Großen und Heiligen Synode auf Kreta. Zum Wintersemester 2017/18 wurde Reinhard Thöle emeritiert.

## Schwerpunkte
Als Vertreter einer Ostkirchenkunde nach der politischen Wende berücksichtigte er in seinen Darstellungen auch die sogenannten unkanonischen orthodoxen Kirchen, die mit Rom unierten Ostkirchen, die unabhängigen orthodoxen Jurisdiktionen und die westlichen Riten innerhalb der Orthodoxie. Er hebt hervor, dass im interkonfessionellen Dialog die Bemühungen für Praktisches Christentum und für Glauben und Kirchenverfassung nicht ohne gleichwertige Behandlung von Liturgie und Spiritualität auskommen können. Im Geschehen eines „apophatischen Ökumenismus“ sieht er die Grundlage jedes zwischenkirchlichen Dialoges. Er meint damit, dass nur im hingebungsvollen Gebet der an einem Dialog beteiligten Kirchen die verborgene Einheit im Wesen Gottes erfahrbar mitgeteilt wird, die allen kirchlichen Kontroversen vorausliegt. Diese letztlich unaussprechliche Erfahrung muss Voraussetzung sein, um theologische Dissense zu bearbeiten und Konsense zu formulieren. Seit 1994 widmete er sich der wissenschaftlichen Herausgabe und praktisch-theologischen Begründung des lutherischen Gottesdienstes im byzantinisch-slawischen Ritus in der Tradition der Ukrainischen Lutherischen Kirche.
2021 erschien sein Buch Geheiligt werde dein Name. Christliche Gottesdienste zwischen Anbetung und Anbiederung, in dem der Verfasser ein Psychogramm konfessioneller Gottesdienstpraxis beschreibt und einen ökumenischen Ansatz für eine Theologie des Gottesdienstes entwirft.